# Hieronyma domingensis
Hieronyma domingensis är en emblikaväxtart som beskrevs av Ignatz Urban. Hieronyma domingensis ingår i släktet Hieronyma och familjen emblikaväxter. Inga underarter finns listade i Catalogue of Life.